# Altai & Jonson
Altai & Jonson è una serie a fumetti italiana di genere umoristico e poliziesco creata da Tiziano Sclavi e disegnata da Giorgio Cavazzano. Esordisce sul settimanale Corriere dei Ragazzi nel 1975 e si conclude nel 1985.

## Storia editoriale
Il primo episodio della serie appare nel 1975 sul numero 37 del Corriere dei Ragazzi e altri episodi compaiono fino al 1976. Nello stesso anno un nuovo episodio compare sul numero 47 di Corrier Boy e, dal 1978 al 1979, vengono pubblicate altre storie di contenuto più adulto sulla rivista Il Mago. L'ultimo episodio è pubblicato sulla rivista Orient Express.

### Ristampe
Gli episodi usciti sulle diverse riviste sono stati pubblicati più volte in volume ad opera di differenti editori.
- Raccolta dei vari episodi, in una serie di albi cronologici, da Alessandro Distribuzione di Bologna[1]
- Altai & Jonson di Tiziano Sclavi e Giorgio Cavazzano (Edizioni BD/Alta Fedeltà, 2006)[1]
- Altai & Jonson (Montego)[5]
- Altai & Jonson (Editoriale Cosmo)[6]

## Trama
Altai e Jonson sono una coppia di investigatori, entrambi disincantati, malinconici ma onesti tutori della legge e sgangherati ma molto diversi fra loro, il primo è giovane e mingherlino mentre il secondo è più maturo, che vive e lavora a San Francisco. L'atmosfera che vi si respira è quella tipica dei film e dei romanzi hard boiled e i due protagonisti tentano di sbarcare il lunario risolvendo misteri, spesso però poco redditizi. Il quartier generale dei due detective è in un ufficio non troppo ben messo. Sono perennemente senza un dollaro e guidano uno scassatissimo Volkswagen Maggiolino. Nonostante gli scarsi mezzi, riescono a risolvere in maniera brillante anche i casi particolarmente strampalati e apparentemente irrisolvibili.

## Personaggi
- Michael Altai, un hippy dalle spiccate doti intellettive[2], calmo e controllato[4], raffigurato sempre con uno sguardo malinconico e dispensatore di criptici  “Yeah!” come risposta ai suoi interlocutori. In genere si dimostrerà più in gamba del collega nel risolvere i casi e rivelando conoscenze e capacità incredibili[4].
- Sarno Jonson, texano alto e biondo dal carattere irascibile e vestito come un cowboy[4]. Non ha le doti intellettive del socio ma ha uno spiccato senso della giustizia[2]. Più anziano e molto più scettico e meno entusiasta[3].
- Julius Caesar: il loro peggior nemico, un terribile gangster di San Francisco[1].
- Il tenente Kennan: ufficiale della polizia della città, che non li vede di buon occhio[1]. i due detective di turno sono mal sopportati dalla locale polizia perché usano metodi a dir poco non ortodossi.  Il tutto per la giustizia ma la vera legge non può favorire questi comportamenti; allora via a furiose litigate tra Kennan e i due, condite da minacce di arresto e ingiunzioni a non farsi più vedere. Ma i due sono veri detective, anche se piuttosto strampalati: continueranno la loro corsa, anche contro Kennan, fino al 1985, giusto dieci anni dopo la loro prima apparizione[2].
- Shulzi: malinconico pugile ritardato[3].
- L’anziano autista di tram[3].
- Orville: imbranato aspirante investigatore[4].

## Stile e critica
Tiziano Sclavi crea una coppia di personaggi protagonisti di storie con un ritmo che ricorda quello dei telefilm. Lo stile della sceneggiatura è svelto e chiaro, supportato da moltissime didascalie che, senza appesantire la narrazione, la arricchiscono di battute, rimandi e di ammiccamenti al lettore. Per i disegni, Sclavi inizialmente voleva uno stile realistico, come disse successivamente egli stesso: “Altai & Jonson non sono nati per un disegno così, ma per un disegno serio”. Fu Barberis, allora direttore del Corriere dei Ragazzi, a indirizzare verso un tratto diverso. Questo fece sì che, dopo le prime due storie, le successive avessero un carattere diverso essendo state scritte pensando allo stile Cavazzano. Sclavi, consapevole di scrivere storie per Cavazzano, le pensa adattandole allo stile del disegnatore. Cavazzano, per rendere il suo stile adatto all'atmosfera delle storie rende il suo stile umoristico più dinamico ed espressionista. Realizza così una delle sue opere migliori. Dà libero sfogo alle sue capacità realizzando prospettive ardite, personaggi che escono dalle vignette, panoramiche della città spettacolari, inseguimenti dinamici, rompendo il tradizionale layout della tavola da disegno costruendo vignette inedite per forma e dimensione. Realizzato in bianco e nero, la china e il tratteggio, nonostante il disegno caricaturale, fanno apparire gli oggetti fisici e reali. Sembra chiara l'ispirazione di Uderzo, il disegnatore di Asterix: l’ispettore Kennan sembra parente di Gaio Giulio Cesare. L’aver lavorato sulla serie per circa dieci anni fa sì che si possano fare invecchiare i personaggi. rendendo l'atmosfera sempre più melanconica. Nell’ultima storia invece lo stile si evolve nuovamente, presentando linee piene e tonde, e portando le atmosfere a una nuova giovinezza. Le storie sembrano prendere spunto dai classici film e telefilm polizieschi americani con una coppia di indagatori. Sclavi, noto conoscitore di cinema, infarcisce le storie di omaggi e citazioni a grandi film non sempre molto noti senza però limitarsi a creare seriosi polizieschi ma raccontando il tutto con ironia e gusto per il grottesco. Il fumetto è destinato ad un pubblico di ragazzi e quindi il duo di autori privilegia l'aspetto comico delle storie. Negli episodi finali, i riferimenti cinematografici sembrano essere alle opere di registi come Mario Bava, Dario Argento, Robert Aldrich e Roger Corman.